# 사이프 SC
사이프 SC는 방글라데시의 축구단이다. 현재 방글라데시 프리미어리그에 참가하고 있다.
2018년 AFC컵에 진출했지만 예선에서 탈락했다.

## 선수 명단

### 현역
- 아스로르 가푸로프